# Ptochophyle sogai
Ptochophyle sogai là một loài bướm đêm trong họ Geometridae.